# Lazarus (musikalbum)
Lazarus är ett musikalbum av Ulf Lundell som släpptes den 28 september 2005. Albumet är den tredje delen av en skivtrilogi, som inleddes med OK Baby OK och följdes upp av Högtryck.

## Låtlista

### CD1
1. FOXF
2. Nytt hem
3. Utanför byggnaden
4. 10%
5. Hippie
6. Humbucker blues
7. Hett så hett
8. En man dansar
9. Tom tank
10. Lazarus
11. Tyst farväl

### CD2
1. Hungerdepartementet
2. Citizen Kane blues
3. S:t Kristofer
4. Miraval blues
5. Graham Greene blues
6. Den här woodoon
7. Sex
8. Rött vin & whiskey
9. Odyssevs Park Avenue
10. Blint förälskade igen
11. Ditt sällskap ikväll

## Medverkande
- Ulf Lundell - sång, elgitarr, akustisk gitarr, munspel
- Jan Bark - elgitarr, akustisk gitarr, sång, kör
- Jens Frithiof - elgitarr, akustisk gitarr
- Surjo Benigh - bas, kör
- Andreas Dahlbäck - trummor, slagverk, kör
- Marcus Olsson - hammondorgel, piano, elpiano, farfisa, tenorsaxofon, kör, blåsarrangemang

- Eva Landqvist - kör
- Britta Bergström - kör
- Annika Granlund - kör
- Ida Sandlund - kör
- Ingela Olsson - kör
- Mikael Ajax - trummor
- Magnus Svedberg - trombon
- Tore Berglund - barytonsaxofon
- Fredrik Oscarsson - trumpet
- Ulf Schönberg, Krister Bergman, Patrik Enström, Robert Wallgren och Johnny Richardsson - säckpipor

## Listplaceringar
| Lista (2005) | Topplacering |
| ------------ | ------------ |
| Sverige      | 2            |